# Formestane
Formestane, trước đây được bán dưới tên thương hiệu Lentaron số những người khác, là một chất ức chế aromatase steroid, chọn lọc được sử dụng trong điều trị thụ thể estrogen dương tính ung thư vú ở sau mãn kinh phụ nữ. Thuốc không hoạt động bằng đường uống, và chỉ có sẵn dưới dạng thuốc tiêm bắp. Formestane không được FDA Hoa Kỳ chấp thuận và dạng tiêm được sử dụng ở châu Âu trong quá khứ đã bị rút khỏi thị trường. Formestane là một chất tương tự của androstenedione.
Formestane thường được sử dụng để ngăn chặn việc sản xuất estrogen từ các chất đồng hóa hoặc tiền hormone. Nó cũng hoạt động như một prohormone thành 4-hydroxytestosterone, một steroid hoạt động thể hiện hoạt động androgen yếu ngoài hoạt động như một chất ức chế aromatase yếu.